# 膝子沼

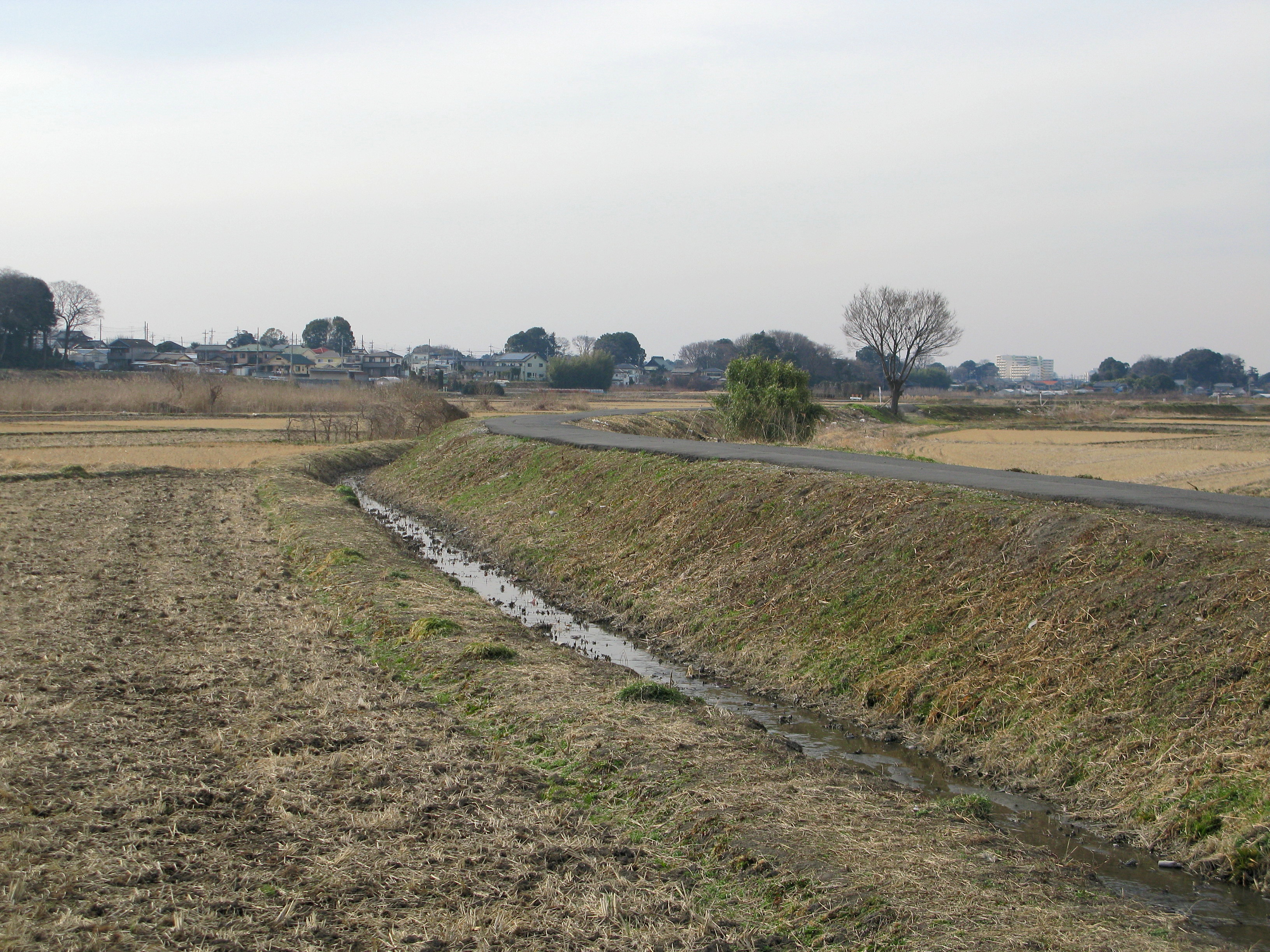
上野田地区より膝子沼があった膝子地区の農地を望む

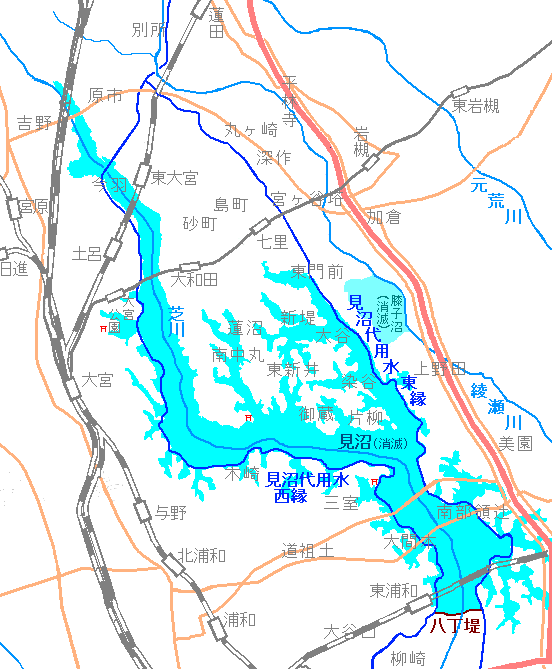
膝子沼の位置

膝子沼（ひざこぬま）は、埼玉県さいたま市見沼区にかつてあった沼。

## 概要
明治時代までは綾瀬川沿いの膝子村（現見沼区膝子）の3分の2は膝子沼であり、湿地帯であった。埋め立てによって昭和期には農地となったが、地盤の弱さから宅地には適さず、大部分が現在も農地のままで、一部はゴミ処理場や学校となっている。綾瀬川沿いには湿地帯が多く、上流にも丸ヶ崎沼や深作沼があったが、現在は一部を残して埋め立てられている。

## 周辺
- 埼玉県立大宮東高等学校
- 東部リサイクルセンター
- 浦和競馬トレーニングセンター
- 横根沼